# 北柳町
北柳町（きたやなぎちょう）は、江戸期から現在にかけての青森県弘前市の地名。郵便番号は036-8031。2017年6月1日現在の人口は64人、世帯数は29世帯。

## 地理
町域の西部から北部にかけて徳田町、東部は南横町、南部は南柳町に接する。

## 歴史
- 宝永4年頃 - 郭内武家屋敷の郭外移転に伴い、成立（津軽史）。
- 明和元年 - 柳町として、南柳町と合わせて武家屋敷が19軒（藩律）。
- 寛政5年 - 寛政の改革の藩士土着令で藩士が移住したため、御家中潰町の一つに数えられる（平山日記）。
- 享和3年 - 北柳町と見え、武家屋敷7軒・空家1軒（御家中町割）。

### 沿革
- 江戸期 - 弘前城下の一町。寛政年間以降に柳町から北柳町・南柳町に分離。
- 明治初年～明治22年 - 弘前を冠称。
- 1899年（明治22年） - 弘前市に所属。
- 現在 - 小規模な住宅地として、ほとんど変化せずに現在に至る。

## 小・中学校の学区
市立小・中学校に通う場合、学区は以下の通りとなる。
| 大字   | 番地 | 小学校             | 中学校             |
| ------ | ---- | ------------------ | ------------------ |
| 北柳町 | 全域 | 弘前市立和徳小学校 | 弘前市立第一中学校 |

## 交通
- 弘南バス
  - 中央通り二丁目（土手町循環100円バス、他）停留所。
  - 横町入口（弘前バスターミナル - 神田線、他）停留所。